# Тувалу на Светском првенству у атлетици у дворани 2018.
Тувалу је учествовао на 17. Светском првенству у атлетици у дворани 2018. одржаном у Бермингему од 1. до 4. марта. То је било друго учешће Тувалуа на светском првенству у дворани. Репрезентацију Тувалуа је представљао један такмичар, који се такмичио у трци на 60 метара.
Такмичар Тувалуа није освојио ниједну медаљу али је оборио национални и лични рекорд.

## Учесници
Мушкарци:
- Karalo Hepoiteloto Maibuca — 60 м

## Резултати

### Мушкарци
| Атлетичар                  | Дисциплина | Лични рекорд | Квалификација | Квалификација | Полуфинале           | Полуфинале           | Финале               | Финале       | Детаљи |
| Атлетичар                  | Дисциплина | Лични рекорд | Резултат      | Место         | Резултат             | Место                | Резултат             | Место        | Детаљи |
| -------------------------- | ---------- | ------------ | ------------- | ------------- | -------------------- | -------------------- | -------------------- | ------------ | ------ |
| Karalo Hepoiteloto Maibuca | 60 м       |              | 7,47 НР, ЛР   | 8. у гр. 5    | Није се квалификовао | Није се квалификовао | Није се квалификовао | 49 / 49 (52) |        |